# Hallsands
Hallsands – była nadmorska wieś w Anglii, w hrabstwie Devon, w dzisiejszym dystrykcie South Hams. Wieś została zniszczona przez sztorm w 1917, który oszczędził tylko jeden dom.